# Antoni Wielki
Antoni Wielki (Opat), Święty Antoni, (ur. 250 lub 251 w Koma, zm. 356 w pobliżu góry Kulzim) – egipski pustelnik, opat i ojciec pustyni; tradycyjnie uznawany za twórcę anachoretyzmu, jednej z odmian ruchu monastycznego.
Abba Antoni uznany został przez historyków za rewolucjonistę duchowości chrześcijańskiej, bowiem w czasach, kiedy stało się ono religią państwową i przestała istnieć potrzeba oddawania życia za wiarę, wypracował on nowy model męczeństwa polegający na dożywotniej kontemplacji na pustyni w całkowitym wyrzeczeniu się siebie i surowej ascezie.
Uznany za świętego przez Kościół katolicki, Kościół anglikański, Cerkiew prawosławną i Koptyjski Kościół Ortodoksyjny. Niektóre kościoły protestanckie uważają go za bohatera wiary. Kościół luterański zalicza go do odnowicieli Kościoła.  

## Życiorys
Pochodził z miejscowości Koma, leżącej w pobliżu Herakleopolis Minor w Dolnym Egipcie, z bogatej rodziny. Po śmierci rodziców rozdał majątek i rozpoczął życie ascety.
Kilkanaście lat spędził w rodzinnym mieście, następnie zamieszkał w starożytnym grobowcu z dala od rodzinnej wioski. Przybywali tam ludzie pragnący naśladować jego sposób życia. W 286 udał się do niewielkiej, opuszczonej fortecy, ale i tam odnaleźli go jego naśladowcy. Zamieszkali oni w pobliżu swojego mistrza i w ten sposób utworzyli jedno z pierwszych skupisk anachoreckich. Dość problematyczne jest określenie miejsca, w którym istniała ta pierwsza kolonia. Według dzieła Palladiusa Historia Lausiaca (XXI, 2), nosiło ono nazwę Pispir, jednak jego lokalizacja nie jest pewna. Najprawdopodobniej były to okolice miasta Afroditopolis.
Jego żywot, spisany przez św. Atanazego, głosi, że Antoni musiał znosić wiele jawnych ataków ze strony szatana, który go nękał, jawiąc mu się w różnych postaciach. Doznawał wtedy umacniających go wizji nadprzyrodzonych.
Ok. 312 udał się na wschód i zamieszkał w oazie w Wadi Araba, u stóp góry Qolzum, gdzie spędził resztę swojego życia. Dwukrotnie odbył podróż do Aleksandrii – po raz pierwszy w czasie prześladowań w 311, aby wesprzeć duchowo tamtejszych chrześcijan, po raz drugi w 335, aby stanąć po stronie patriarchy Atanazego w sporze z arianami. Po walkach św. Atanazy Aleksandryjski został zmuszony do ucieczki. Został uczniem Antoniego, pozostawał w zażyłej przyjaźni z anachoretą i to właśnie on spisał żywot świętego. O prawdziwości życia Antoniego dowiadujemy się z istniejących już apoftegmatów oraz z jego osobistej korespondencji z cesarzem Konstantynem Wielkim i jego synami.
Wiemy, że Antoni podróżował także po innych miastach, aby wstawić się za ludźmi potrzebującymi jego wsparcia. Miał spotkać się także ze św. Pawłem z Teb, o którego istnieniu dowiedział się poprzez objawienie. Świętemu przypisywane jest autorstwo 7 listów oraz Reguły. Przekazują one rady i wskazówki dla tych, którzy chcą praktykować życie anachoreckie. 

## Reguła Antoniego
Antoni nie spisał własnej reguły. Regułę odnajdujemy w Patrologia Latina Migne'a. Zamieszczono w niej regułę, a w zasadzie jej dwie wersje. Po poddaniu tekstu krytyce wewnętrznej stwierdzono, że są do siebie podobne, a co najważniejsze, że są nieautentyczne, a ich autorstwa nie można przypisać Antoniemu.
- Wersja łacińska. Jest to tłumaczenie reguły w języku łacińskim przypisywane Benedyktowi z Aniane, który spisywał i kodyfikował reguły monastyczne. Wydrukowane w XVII w. przez Holstemiusa.

- Wersja arabska. Jest to tłumaczenie reguły w języku arabskim przypisywane Abrahamowi Ekeleziusowi. Według tej wersji reguła została spisana przez i dla uczniów Antoniego z Neklos, niedaleko Fajum. Z dogłębnej analizy filologicznej wnioskuje się, że reguła była spisana w języku koptyjskim.

- Własna reguła. "Jego reguła" zakładała życie ascetyczne, z dala od społeczności. Niestety napływ ludzi chcących go naśladować wymógł powstanie monastycyzmu semianochoreckiego (w pewnym stopniu samotnego) i powstanie ławr.

## Wpływ na monastycyzm

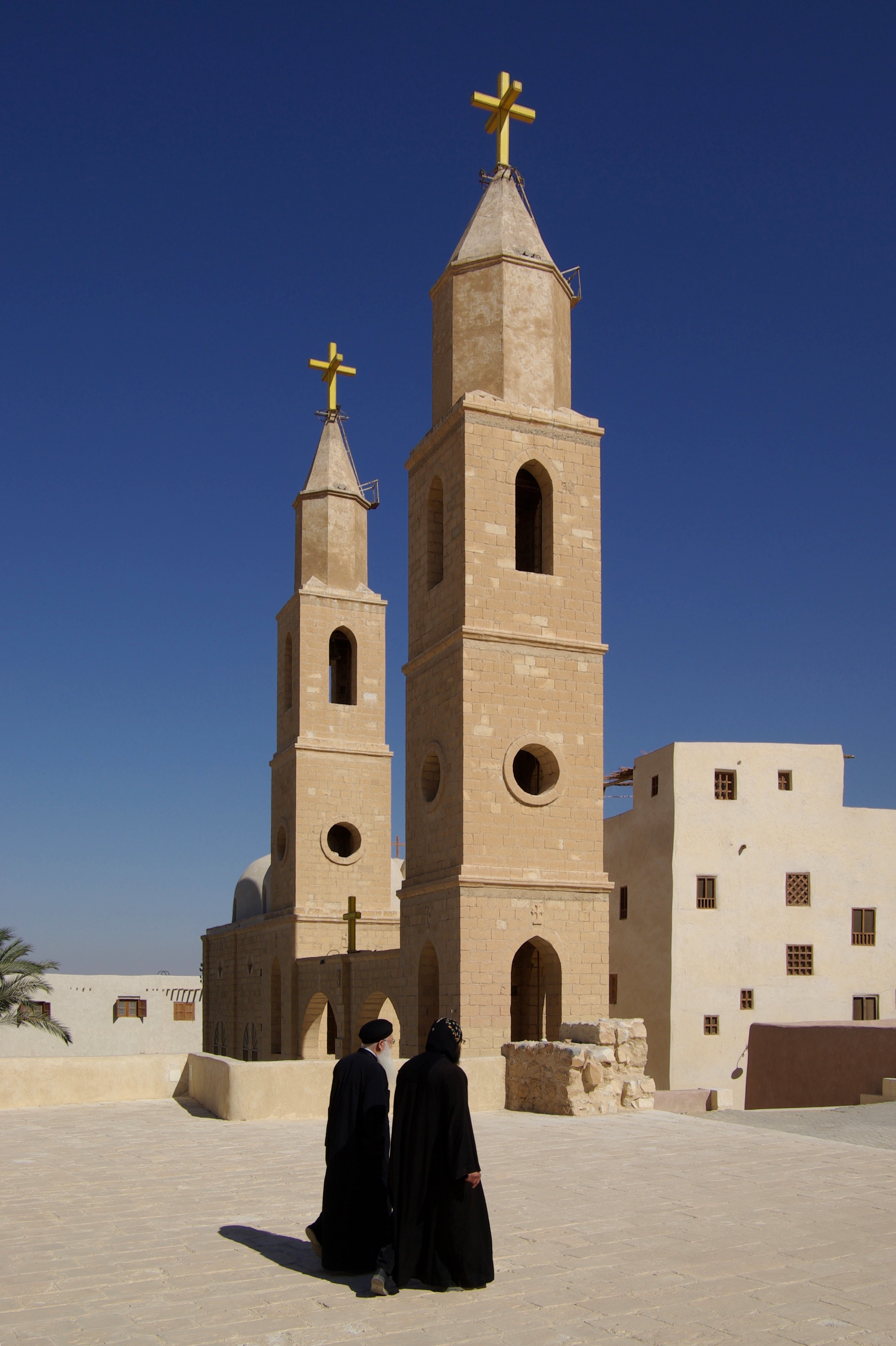
Klasztor św. Antoniego Wielkiego na Pustyni Arabskiej w Egipcie

- utworzenie grup anachoreckich (ascetyzm, umartwianie się, walka dobra ze złem) utworzenie osad:
  - w Pispir pod przewodnictwem Antoniego (eremy, ławry)
  - w Nitri założona przez Ammuna, ucznia Antoniego, którzy z czasem założyli osadę w Celach
  - w Sketis założona przez św. Makarego
- wyjście anachoretyzmu poza Egipt:
  - ośrodki w Rzymie i Trewirze założone za sprawą Atanazego
- model życia ascety w laurach

## Kult
Św. Antoni Pustelnik tradycyjnie jest nazywany pierwszym mnichem, choć biorąc pod uwagę postać św. Pawła z Teb, może to nie być do końca słuszne.  Pieczara, w której według tradycji żył św. Antoni, znajduje się 2 km od Klasztoru Świętego Antoniego na Pustyni Arabskiej w Egipcie. 
W ikonografii chrześcijaństwa zachodniego popularne są obrazy: Kuszenie św. Antoniego oraz św. Antoni odwiedza Pawła Eremitę.
Wspomnienie liturgiczne w Kościele katolickim obchodzone jest 17 stycznia, natomiast w Cerkwi prawosławnej 17/30 stycznia, tj. 30 stycznia według kalendarza gregoriańskiego. Kościół luterański również upamiętnia jego życie 17 stycznia, wraz z Pachomiuszem, jednak nie towarzyszy temu kult świętego.

## Ikonografia
Przedstawiany jest w stroju mnicha lub pustelnika. Jego atrybuty to: diabły, diabeł z pucharem, demony, dzwonek, tau krzyż egipski, księga, lew kopiący grób, laska, oliwna lampa, puchary z winem, obficie zastawione stoły z pieczonymi prosiętami, świnia,  ogień pochodnia, obnażone kobiety, reguła zakonna, źródło